# 1998年俄罗斯金融危机
1998年俄罗斯金融危机（也称卢布危机）是指1998年8月17日在俄罗斯发生，最终导致了俄罗斯政府将卢布贬值，并且宣布无法按时偿还国债的一次金融危机。

## 债务危机前因
俄罗斯从1991年起到1998年共吸入外资237.5亿美元，其中1997年就达100多亿美元，但是流入的国外资本直接投资比例仅30%左右，剩下的70%左右是短期资本投资，因为轉入轉出較快，所以無法對實質經濟有助益，此點为后来的债务危机埋下了隐患。
下降的生产力水平和为避免舆论困境而产生虚高的外汇汇率，以及长期持续的财政赤字都是危机发生的原因°第一次车臣战争的经济成本（不算入重建车臣经济的费用）便高達55亿美元，加剧了危机的形成。在1997的上半年，俄国经济展现了好转的信号，但是不久后问题开始严重化。1997年开始的亚洲金融危机和国际原油及有色金属的需求降低，两大外因严重地打击了身為資源輸出國的俄国外汇储备。当亚洲金融危机在1997年开始展现时，俄国最宝贵的两种资本来源（能源和金属）价格暴跌。原本就脆弱的俄国经济，加之两大资本来源迅速走弱，經濟立刻陷入一片混乱，人均GDP下滑和失业率高升，国际投资者开始清算和拋售俄国资产。

## 与经济发展的关系
俄罗斯的债务问题与其经济发展有着直接关系，自独立以来，俄罗斯经济一直处在动荡和衰退的边缘，导致财政入不敷出。到1998年，财政缺口高达180至190亿美元。为了解决国家财政的困难，俄罗斯政府不得不发行大量短期债券和对外借款。至1997年底，俄罗斯可以确认的对外负债总额为1280亿美元，资产总值卻僅有277亿美元，而外汇储备也只有130亿美元，为对外负债总值的十分之一。

## 债务危机原因
俄罗斯的债务问题总结起来有几方面原因：
- 经济衰退，财政收入无法维持。在90年代前期，俄罗斯实行了休克疗法，试图快速向市场私有化的經濟體制过渡，但是休克疗法却造成了俄罗斯的恶性通货膨胀、居民收入大幅度下降、消费能力萎缩，最终造成长时间的经济衰退。
- 经济结构畸形是俄罗斯债务危机的另一大特点，俄罗斯的外汇输入70%来自于石油和天然气的天然資源出口，国际能源的价格波动对俄罗斯的偿债能力具有举足轻重的作用。
- 政局不稳导致资本流出：在叶利钦解除了切尔诺梅尔金的总理职务之后，提名缺乏经验年仅35岁的谢尔盖·基里延科担任总理。而此任命经过了国家杜马的三次表决才勉强通过，在总理空缺期内，俄罗斯少收了30亿美元的税款，使得本来就入不敷出的财政更加雪上加霜。俄罗斯政局的不稳定更进一步打击了投资者的信心，导致大量资金从俄罗斯流出。

## 危机发展与影响
1998年8月17日，俄罗斯政府将卢布贬值，违约国内发行的国债，并宣布暂停向外国债权人支付还款。同一天，俄罗斯政府和俄罗斯中央银行发表了一份联合声明，其大意为：
1. 俄罗斯卢布大幅貶值，兌美元的汇率浮动區間将从5.3至7.1卢布兌一美元扩大为6.0至9.5卢布兌一美元。
2. 俄罗斯以卢布为本位的债务将被重组，以避免大规模的俄罗斯银行违约，重组办法則另外公布。
3. 一些银行对负债的支付，包括债务和货币期权的交易将被暂停90天。

受到金融危机的影响，任职仅半年的时任俄罗斯总理谢尔盖·基里延科在1998年8月23日辞职，随后在维克托·切尔诺梅尔金代理总理一职一个月后，克格勃出身的时任俄罗斯外交部部长叶夫根尼·普里马科夫在1998年9月11日出任俄罗斯总理。普里马科夫上任后推动了一系列改革，俄罗斯经济有所回暖，也因此普里马科夫一度被外界认为是叶利钦的接班人，但叶利钦在1999年5月12日将普里马科夫解职并最终选择了另一位克格勃出身的官员弗拉基米尔·普京作为接班人。